# Сабинка (село)
Сабинка — село в Бейском районе Республики Хакасия России. Центр Сабинского сельсовета.

## География
Расположено на небольшой реке Сабинке. Рельеф местности пересечённый. Село находится на расстоянии 18 км к востоку от райцентра села Бея. До ближайших железнодорожной станции и аэропорта в г. Абакане: 100 и 103 км соответственно.
Число хозяйств: 371. Население 902 человека (01.01.2010), в основном, русские. 

## История
Сабинка была образована в 1830 году. В годы гражданской войны в районе села действовал белый отряд Соловьева, нападая на красных партизан. 
В период коллективизации были созданы колхозы: «Новый Быт» и «Путь Ленина».
В годы Великой Отечественной войны на фронте погибло 182 жителя села.
В 50-х гг. XX в. с объединением этих хозяйств и колхоза «Рассвет» (с. Красный Катамор) образовался колхоз «Путь Ленина». В 1957 году при образовании совхоза «Означенский» колхоз «Путь Ленина» вошёл в состав этого совхоза. В связи со специализацией совхоза «Означенский» на производстве овощей в 1985 г. из него выделился совхоз «Сабинский» зернового и мясомолочного направления. Центральная усадьба была расположена в с. Сабинка. Имелось 2 отделения, 4 фермы. Были построены мастерская на 300 ремонтных узлов в год, автогараж, нефтебаза, котельная, склад ядохимикатов, коровник, кошара, водопровод  протяженностью 2,5 км, торговый центр, 3 магазина, 30 двухквартирных жилых домов, оросительная система с ДМ «Фрегат» на площади 4438 га. В 1986—1990 годы хозяйство, имея поголовье крупного рогатого скота в 3673 голов, в том числе коров 1000 голов, овец 24349 голов, надоило на 1 фуражную корову 2838 кг, настригло шерсти с 1 овцы 4,6 кг, получило урожайность зерновых  16,8 ц/га (20,0 ц/га — 1989), довело уровень рентабельности до 23,1 %. Численность работающих составляло 600 чел. В 1992 году совхоз был реорганизован в АОЗТ, а в 2001 г.  — в ОАО «Сабинское — 1». Руководители: Л. Е. Свентов, Н. Н. Ростов, Г. И. Бусыгин, И. И. Коляев, М. С. Непомнящих.
В настоящий момент вышеуказанное ОАО "Сабинское-1" ликвидировано.

## Инфраструктура
В селе находятся средняя общеобразовательная школа, библиотека, церковь (восстановлена в 1994 г.).

## Население
| 2002 | 2010 |
| ---- | ---- |
| 991  | ↘902 |